# Magdalena Pleiweis
Magdalena Pleiweis, avtorica prve slovenske kuharske knjige, * 21. junij 1815, Rožek, † 20. julij 1890, Ljubljana
Magdalena Pleiweis, roj. Knaffel, se je rodila na Koroškem v kmečki družini. Leta 1856 je v Ljubljani postala tretja žena Valentina Pleiweisa starejšega in tako mačeha Valentina Pleiweisa in Janeza Bleiweisa.
Ker je bila dobra kuharica je leta 1868 sestavila prvo Slovensko kuharico (COBISS), ki jo je kasneje temeljito predelala Felicita Kalinšek.
Njen nagrobnik je ohranjen na Navju v Ljubljani.